# Arquitetura da Babilónia

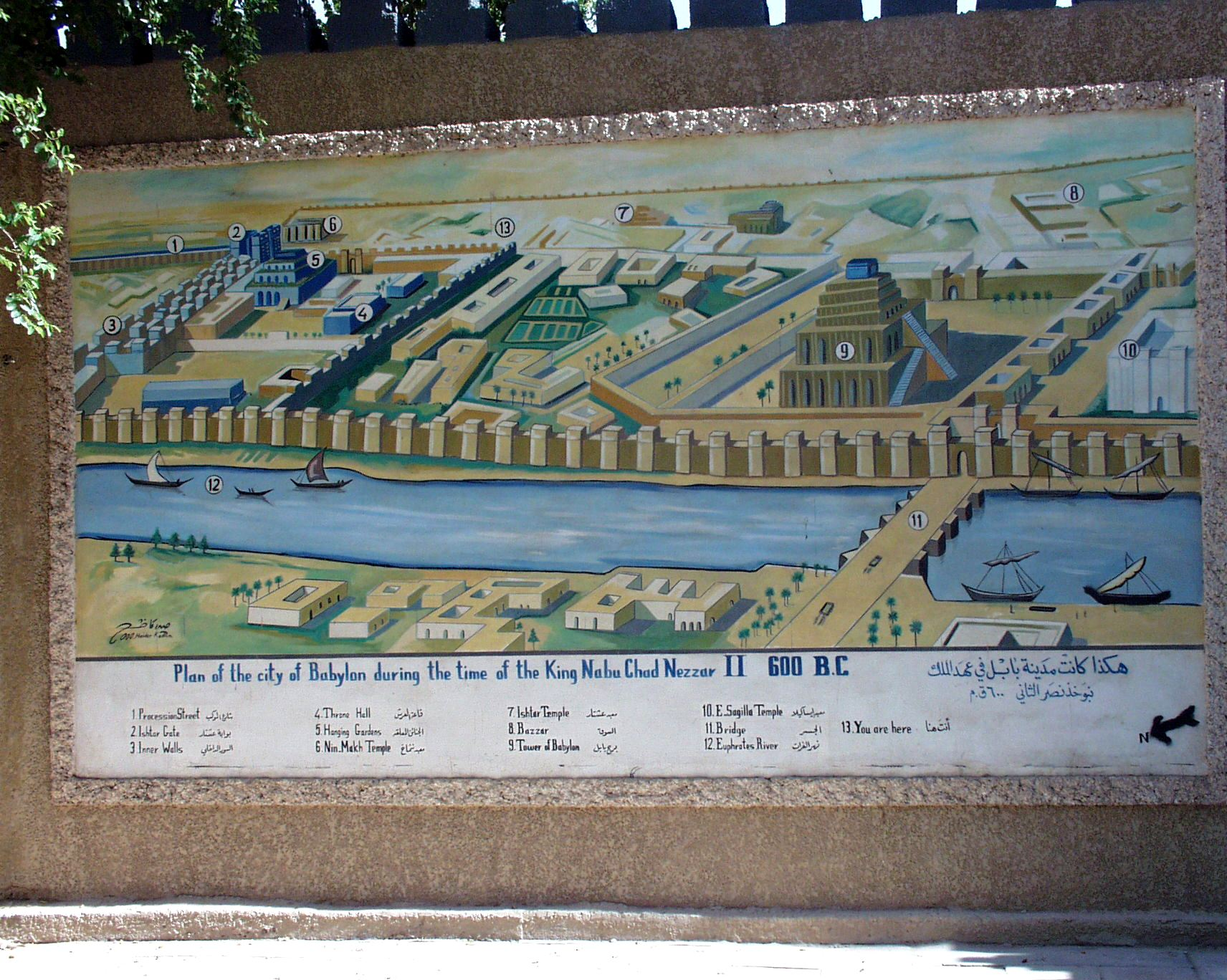
Plano da cidade da Babilónia, Iraque.

Mesopotâmia (4.000 a.C.-300 a.C.) – Entre os vales dos rios Tigre e Eufrates, localizam-se, ao longo de mais de 4.000 anos, culturas urbanas de vários povos que desenvolvem um intenso comércio e sistemas de escrita que originam, após evolução de milênios, os atuais alfabetos grego e latino. Aproximadamente a partir de 2.000 a.C., fixam-se os povos chamados semitas, dos quais os mais importantes são os que fundaram a cidade da Babilônia e os fenícios, no litoral mediterrâneo. A construção mais característica babilônia é o zigurate, que é um templo construído no topo de uma torre de tijolos com acesso por meio de uma rampa contínua, com a aparência de pisos cada vez menores (Torre de Babel, da tradição bíblica).